# Lorenz Scholz von Rosenau
Pour les articles homonymes, voir Scholz et Rosenau.
Lorenz Scholz von Rosenau (ou Laurentius Scholtz) est un médecin et un botaniste, né le 20 septembre 1552 à Breslau et mort le 22 avril 1599 dans cette même ville.
Après des études classiques à Breslau, il fréquente l’université de Wittemberg. Il complète sa formation en médecine et en histoire naturelle à Padoue et à Bologne de 1572 à 1578. En 1579, il voyage en Italie, se rend à Valence où il obtient son diplôme de médecin et de philosophie.
Après son retour en Silésie, il se marie avec Sara Aurifaber, fille d’un pasteur. En 1580, il commence à pratiquer à Kożuchów, puis en 1585 à Breslau. En 1596, il devient membre de la noblesse de Bohême. Il meurt de tuberculose.
Il est surtout célèbre pour avoir traduit des textes de médecine arabes ou grecs. Il fait notamment paraître, en 1589, Aphorismorum medicinalium cum theoreticorum cum practicorum sectiones VIII, un manuel médical. Il s’intéresse aux plantes rapportés par les voyageurs des Amériques et d’Asie et en cultive un grand nombre dans son jardin de Breslau. C’est le peintre Georg Freyberger qui illustre le catalogue tiré de son jardin.

## Œuvres
- Aphorismorum medicinalium, Scharffenberg, Breslau 1589.
- Catalogus arborum, fruticum et plantarum, Breslau 1594.
- In Laurentii Scholzii Medici Wratisl. Hortum Epigrammata Amicorum, Baumann, Breslau 1594-98.
- Consiliorum medicinalium, conscriptorum à praestantiss. atque exercitatiss. nostrorum temporum medicis, Wechelus, Marnius & Aubrius, Frankfurt, Hannover 1598-1626
- Epistolarum Philosophicarum Medicinalium, Ac Chymicarum à Summis nostrae Aetatis Philosophis ac Medicis Exaratarum, Volumen. Wechelus, Marnius & Aubrius, Frankfurt 1598-1610 p.m.